# DTM 1993
DTM 1993 vanns av Nicola Larini och Alfa Romeo.

## Delsegrare
| Bana           | Vinnare            | Märke      | Vinnare            | Märke      |
| -------------- | ------------------ | ---------- | ------------------ | ---------- |
| Zolder         | Nicola Larini      | Alfa Romeo | Nicola Larini      | Alfa Romeo |
| Hockenheim     | Bernd Schneider    | Mercedes   | Bernd Schneider    | Mercedes   |
| Nürburgring    | Nicola Larini      | Alfa Romeo | Klaus Ludwig       | Mercedes   |
| Wunstorf       | Nicola Larini      | Alfa Romeo | Kurt Thiim         | Mercedes   |
| Nürburgring    | Nicola Larini      | Alfa Romeo | Nicola Larini      | Alfa Romeo |
| Norisring      | Nicola Larini      | Alfa Romeo | Nicola Larini      | Alfa Romeo |
| Donington Park | Christian Danner   | Alfa Romeo | Nicola Larini      | Alfa Romeo |
| Diepholz       | Roland Asch        | Mercedes   | Nicola Larini      | Alfa Romeo |
| Singen         | Nicola Larini      | Alfa Romeo | Bernd Schneider    | Mercedes   |
| Avus           | Roland Asch        | Mercedes   | Roland Asch        | Mercedes   |
| Hockenheim     | Alessandro Nannini | Alfa Romeo | Alessandro Nannini | Alfa Romeo |

## Slutställning
| Plats | Förare             | Märke      | Poäng |
| ----- | ------------------ | ---------- | ----- |
| 1     | Nicola Larini      | Alfa Romeo | 261   |
| 2     | Roland Asch        | Mercedes   | 204   |
| 3     | Bernd Schneider    | Mercedes   | 172   |
| 4     | Klaus Ludwig       | Mercedes   | 171   |
| 5     | Christian Danner   | Alfa Romeo | 156   |
| 6     | Kurt Thiim         | Mercedes   | 138   |
| 7     | Giorgio Francia    | Alfa Romeo | 127   |
| 8     | Alessandro Nannini | Alfa Romeo | 121   |
| 9     | Jörg van Ommen     | Mercedes   | 80    |
| 10    | Ellen Lohr         | Mercedes   | 41    |